# Płetwonurek Młodzieżowy Złoty KDP/CMAS (PMZ)
Płetwonurek Młodzieżowy Złoty KDP/CMAS (PMZ) – trzeci młodzieżowy stopień organizacji KDP/CMAS. Uczestnik kursu zdobywa wiedzę teoretyczną i umiejętności praktyczne umożliwiające bezpieczne użytkowanie sprzętu nurkowego podczas nurkowania na głębokości do 12 m z instruktorem lub rodzicem (opiekunem prawnym) mającym odpowiednie kwalifikacje nurkowe.

## Warunki udziału w kursie
- posiadanie stopnia Płetwonurek Młodzieżowy Srebrny KDP/CMAS (PMS)
- ukończone 12 lat
- umiejętność pływania w stopniu wystarczającym (ocena instruktora)
- zgoda rodziców lub opiekunów prawnych
- orzeczenie lekarza o niestwierdzeniu przeciwwskazań zdrowotnych do uprawiania płetwonurkowania (wydane nie wcześniej niż 1 rok przed datą rozpoczęcia kursu)

## Przebieg szkolenia
Lekcje i zajęcia praktyczne minimum 8 godz. W trakcie zajęć praktycznych uczestnik szkolenia wykonuje z instruktorem:
- 5 nurkowań na głębokości 10–12 m w wodach otwartych
- maksymalny czas realizacji programu nie może być dłuższy niż 2 miesiące

## Kadra kursu
- Instruktor Płetwonurka Młodzieżowego KDP/CMAS (MPM)
- maksymalna liczba kursantów na 1 instruktora dla zajęć pod wodą: 2

## Uprawnienia
- nurkowanie do głębokości 12 m w wodach otwartych wyłącznie z instruktorem, – nurkować do głębokości 10 m w wodach otwartych z rodzicem (opiekunem prawnym) o kwalifikacjach nurkowych minimum KDP/CMAS ** (P2) lub odpowiednich kwalifikacjach innych organizacji
- nurkowanie do głębokości 3 m wyłącznie w basenie z rodzicem (opiekunem prawnym) o kwalifikacjach minimum KDP/CMAS * (P1) lub odpowiednich kwalifikacjach innych organizacji.

Po kursie uczestnik otrzymuje wpis do Książki Płetwonurka Młodzieżowego KDP/CMAS, międzynarodowy certyfikat KDP/CMAS (PMZ) oraz mały pakiet płetwonurka młodzieżowego.